# Patrice Aouissi
Patrice Aouissi est un boxeur français, né le 24 février 1966 à Lyon et mort le 8 juillet 2023 à Villeurbanne.

## Biographie
Patrice Aouissi naît le 24 février 1966 à Lyon.
Il est médaillé d'or dans la catégorie des poids mi-lourds aux Jeux méditerranéens de 1991 à Athènes.
Il est éliminé en huitièmes de finale de la catégorie des poids mi-lourds par le Seychellois Roland Raforme aux Jeux olympiques de 1992 à Barcelone. Il passe ensuite professionnel la même année avec le Paris Saint-Germain Boxe.
Champion de France des poids lourds-légers en 1994, il est sacré champion d'Europe EBU dans cette même catégorie le 14 mars 1995, battant l'Ukrainien Alexander Gurov à Levallois-Perret, titre qu'il perdra face au même Ukrainien le 24 octobre 1995. Il perd ensuite le combat pour le titre de champion du monde des lourds-légers WBC contre l'Argentin Marcelo Dominguez le 5 juillet 1996 à Hyères. Il prend sa retraite sportive en 2000. 
Il intègre ensuite la police municipale de Vienne, et est aussi entraîneur de boxe du club de Pont-Évêque.
Souffrant d'un cancer généralisé, il décède d'un accident vasculaire cérébral le 8 juillet 2023 à Villeurbanne.